# Les Ambitieux (film, 2006)
Pour les articles homonymes, voir Les Ambitieux.
Pour plus de détails, voir Fiche technique et Distribution.
Les Ambitieux est un film français réalisé par Catherine Corsini, sorti en 2006. Le film a réalisé à sa sortie 5 506 entrées à Paris.

## Synopsis
Julien, jeune auteur d'un premier livre autobiographique et nombriliste, se morfond dans sa librairie de province sans parvenir à se faire éditer. Un ami lui obtient un rendez-vous auprès de Judith Zahn, directrice littéraire de la maison d'édition de son père. 
Celle-ci, restée traumatisée par le fait que, selon sa mère, son père l'a abandonnée enfant, est peu commode et expéditive. Le jour du rendez-vous avec Julien, une vieille femme, ancienne maîtresse de son père, lui apprend sa mort et lui confie une boîte d'archives sur sa vie de militant révolutionnaire. Ulcérée, Judith la met à la porte puis, trop énervée, demande à son assistante de recevoir Julien à sa place en se faisant passer pour elle et de l'éconduire.
Julien et Judith se croisent en sortant de l'immeuble et Julien comprend qu'il a été joué. Comme son taxi n'arrive pas, elle demande à Julien de la déposer à la Comédie française, où elle a rendez-vous avec Saint-Clair, qui anime une émission littéraire à la télévision, par ailleurs son amant occasionnel. Comme elle a oublié la boîte d'archives de son père dans la voiture de Julien, celui-ci la lui rapporte. Le trouvant à son goût, elle l'attire dans son lit pour une relation exclusivement physique.
Un jour, Julien trouve dans les affaires de Judith l'histoire de son père, mort au combat en Amérique du Sud. Il subtilise un maximum de documents qu'il photocopie et commence à écrire un roman à partir de la vie de cet homme  qu'il idéalise, cela dans le dos de l'éditrice. Entretemps, il rencontre Simon, un ancien ami, théâtreux dans la dèche, qui s'incruste chez lui et qui, enthousiaste, le complimente sur son roman en cours dont il a découvert le manuscrit sous son lit. Julien montre son manuscrit à Judith qui, se sentant trahie, rompt violemment avec lui. Ne parvenant pas à en interdire la publication, elle demande à son ami Saint-Clair de discréditer Julien en direct au cours de son émission. Ridiculisé, Julien s'enfuit du plateau, ce qui dope les ventes de son livre qui est un énorme succès. 
Simon, qui veut venger Julien, s'introduit chez Judith et entreprend de commencer à la violer, puis s'arrête et lui fait part du dégoût qu'elle lui inspire en lui disant qu'elle ne mérite pas l'amour de Julien. Ébranlée et démoralisée, Judith entreprend à son tour de parcourir les documents contenus dans la boîte d'archives de son père et découvre que sa mère lui a menti : son père ne l'a pas abandonnée, mais sa mère l'a empêché de la voir. 
À la fin du film, Julien, morose, est retourné dans la petite librairie. Un jour, une femme entre dans la boutique.

## Fiche technique
- Titre : Les Ambitieux
- Réalisation : Catherine Corsini
- Scénario : Catherine Corsini, Benoît Graffin et Cédric Kahn
- Photographie : Hélène Louvart et Guillaume Schiffman
- Musique : Grégoire Hetzel
- Monteur : Simon Jacquet
- Conception des décors : Francois-Renaud Labarthe
  - Décorateur : Tibor Dora
- Costumière : Anne Schotte
- Son : Yves-Marie Omnes, Benoît Hillebrant et Olivier Dô Hùu
- Casting : Stéphane Foenkinos
- Production :
  - Producteur délégué : Laurent Champoussin
  - Coproducteur : Vincent Malle
  - Producteurs délégués : Michel Seydoux et Fabienne Vonier
- Société de production : Pyramide Production, VMP Productions, Camera One, Canal+, CinéCinéma, Procirep, Angoa-Agicoa, Cofinova 2 avec l'aide du CNC
- Société de distribution : Pyramide Distribution (France), France Télévisions Distribution, Les Films de l'Elysée (Belgique)
- Pays d'origine :  France
- Langue : français
- Format : couleur — 35 mm — 1.85:1 — son DTS
- Genre : comédie
- Durée : 90 minutes
- Dates de sortie :
  - Italie : 16 octobre 2006 (Festival international du film de Rome)
  - France : 24 janvier 2007
- Budget : 3.42M€
- Box-office France : 220 783 entrées

## Distribution
- Karin Viard : Judith Zahn
- Éric Caravaca : Julien
- Jacques Weber : Saint-Clair
- Gilles Cohen : Simon
- Hélène Babu : Daphné
- Jacqueline Danno : Martha
- Claire Maurier : Mme Zahn, la mère de Judith
- Chantal Neuwirth : Marceline Fouek
- Renan Carteaux : Mathieu Séchard
- Marie Kremer : Marie
- Alexia Barlier : Barbara
- Philippe Hérisson : acteur de la Comédie-Française
- Pierre Aussedat : acteur de la Comédie-Française
- Émilie Gavois-Kahn : Lucile
- François Toumarkine : Cyril
- Constance Carrelet : ouvreuse de la Comédie-Française
- Sharif Andoura : rouquin
- Cécile Bouillot : standardiste TV
- Mohamed Brikat : Ismail
- Baptiste Sornin : Laurent
- Olivier Jahan : libraire (non-crédité)

## Commentaire
- Huit ans après La Nouvelle Ève, Les Ambitieux marque la réapparition du couple Catherine Corsini et Karin Viard.
- Ce film est dédié à Sabine Mamou, monteuse qui avait travaillé sur La Nouvelle Ève et La Répétition, décédée en décembre 2003 à l'âge de 55 ans.